# HMS Oberon (P21)
Pour les autres navires du même nom, voir HMS Oberon.
Le HMS Oberon (Pennant number : P21) est un sous-marin de la Royal Navy lancé durant l’Entre-deux-guerres. Il fut le prototype des sous-marins de classe Odin.

## Conception
Le HMS Oberon était le prototype des sous-marins de la classe Odin. Il fut initialement nommé O1 mais fut renommé en 1924, devenant ainsi le premier sous-marin britannique à porter un nom de baptême. Commandé dans le cadre du programme naval de 1923, il est le cinquième navire de la Royal Navy à porter le nom d'Oberon. Il a été construit en réponse à la disparition de l’Alliance anglo-japonaise en 1922, qui rendait nécessaire pour les Britanniques la mise en place d’un sous-marin de patrouille à long rayon d'action capable de mener des opérations en Extrême-Orient. Le HMS Oberon se distinguait des sous-marins de classe L qui le précédaient sur plusieurs points : il était plus long de 9,8 ) et plus large de 0,91 m. Sa vitesse de pointe était réduite de deux nœuds, mais il disposait d’une autonomie plus grande, et du double du nombre de tubes lance-torpilles et de torpilles.
Servi par un équipage de 54 personnes, le HMS Oberon mesurait 82 m de longueur hors tout, avec un maître-bau de 8,5 m et un tirant d'eau de 4,7 m. Son déplacement était de 1 332 t en surface, mais de 1 860 t en immersion. Il était propulsé par deux moteurs Diesel Admiralty d’une puissance de 2 950 ch (2 200 kW) et par deux moteurs électriques d’une puissance de 1 350 ch (1 010 kW), chacun entraînant un arbre d'hélice. Ceux-ci lui donnaient une vitesse maximale de 13,75 nœuds (25,47 km/h) en surface et de 7,5 nœuds (13,9 km/h) sous l’eau – bien loin des 15 nœuds (28 km/h) prévus en surface et des 9 nœuds (17 km/h) prévus en immersion.
La coque sous pression du sous-marin était munie d’un bordé de 19 mm d’épaisseur sur lequel étaient montés des ballasts, ce qui permettait d’atteindre une profondeur maximale théorique de 150 m, mais le HMS Oberon n’a été testé qu’à une profondeur de 61 m. Il était capable de transporter 189 t de carburant, principalement dans des réservoirs extérieurs rivetés. Ceux-ci, comportant trop de risques de fuite, ont été remplacées par des réservoirs soudés lors d’un carénage en 1937,.
Initialement armé d’un seul canon de pont QF 4 pouces/40 Mk IV (remplacé par le Mk XII dans les années 1930) pour le combat en surface, le HMS Oberon avait huit tubes lance-torpilles de 533 millimètres : six dans l’étrave et deux dans la poupe. Il pouvait transporter seize torpilles, à l’origine des Mark IV, mais plus tard elles ont été remplacées par des Mark VIII,.
Le HMS Oberon a été le premier sous-marin de la Royal Navy à être équipé d’un système ASDIC dès sa construction. Il était en outre équipé d’hydrophones de type 709 et d’un radiogoniomètre de type SF. Parmi les modifications qui lui furent apportées pendant la Seconde Guerre mondiale, mentionnons l’ajout d’un canon de 20 mm Oerlikon pour la défense antiaérienne et d’un radiogoniomètre de type 291W pour les alertes aériennes en surface.

## Engagements
Le HMS Oberon fut construit à l’arsenal de Chatham Dockyard à Chatham (Kent). Sa quille est posée le 22 mars 1924, il est lancé le 24 septembre 1926 et mis en service le 24 août 1927. 
En raison des vibrations de torsion détectées dans son appareil propulsif, le sous-marin n’a jamais été déployé en Extrême-Orient. Il est stationné à Portsmouth entre 1927 et 1931, puis en mer Méditerranée avant de revenir à Portsmouth en 1934. Le 11 octobre 1935, il entre en collision avec le destroyer HMS Thanet à Devonport. Placé en réserve en 1937, le HMS Oberon est remis en service le 2 août 1939. Il est utilisé pour l’entraînement durant la Seconde Guerre mondiale. Le lieutenant Michael Lindsay Coulton Crawford, ancien commandant du HMS Unseen en Méditerranée, reçoit le commandement du HMS Oberon le 24 mars. Retiré du service à Blyth le 5 juillet 1944 et vendu à la ferraille le 24 août 1945, le HMS Oberon est démoli à Dunston par Clayton et Davie,.
On lui assigna le pennant number (numéro de fanion) 21.P, qui fut changé en 21.N en 1939 et en N.21 en 1940.